# ام‌اس مارینا
ام‌اس مارینا (به انگلیسی: MS Marina) یک کشتی است که طول آن ۷۸۲ فوت (۲۳۸٫۳۵ متر) می‌باشد. این کشتی در سال ۲۰۱۰ ساخته شد.